# إسحاق توندو
إسحاق توندو (بالإنجليزية: Isaac Tondo)‏ (مواليد 2 مايو 1981 في مونروفيا) لاعب كرة قدم ليبيري دولي يجيد اللعب في خط الهجوم . يلعب حاليا لصالح نادي شركة تكرير النفط الليبيرية منذ سنة 2003 .

## روابط خارجية
- إسحاق توندو على موقع قاعدة بيانات كرة القدم.إي يو (الإنجليزية)
- إسحاق توندو على موقع ناشيونال فوتبول تيمز (الإنجليزية)